# Aurangabad (Uttar Pradesh)
Aurangabad è una suddivisione dell'India, classificata come nagar panchayat, di 20.072 abitanti, situata nel distretto di Bulandshahr, nello stato federato dell'Uttar Pradesh. In base al numero di abitanti la città rientra nella classe III (da 20.000 a 49.999 persone).

## Geografia fisica
La città è situata a 28° 30' 49 N e 77° 57' 31 E.

## Società

### Evoluzione demografica
Al censimento del 2001 la popolazione di Aurangabad assommava a 20.072 persone, delle quali 10.567 maschi e 9.505 femmine. I bambini di età inferiore o uguale ai sei anni assommavano a 3.807, dei quali 2.021 maschi e 1.786 femmine. Infine, coloro che erano in grado di saper almeno leggere e scrivere erano 8.727, dei quali 5.819 maschi e 2.908 femmine.